# Moorgate (Metropolitano de Londres)
Moorgate é uma estação do Metrô de Londres e localiza-se na Circle line, Hammersmith & City line, Metropolitan line e na Northern line.

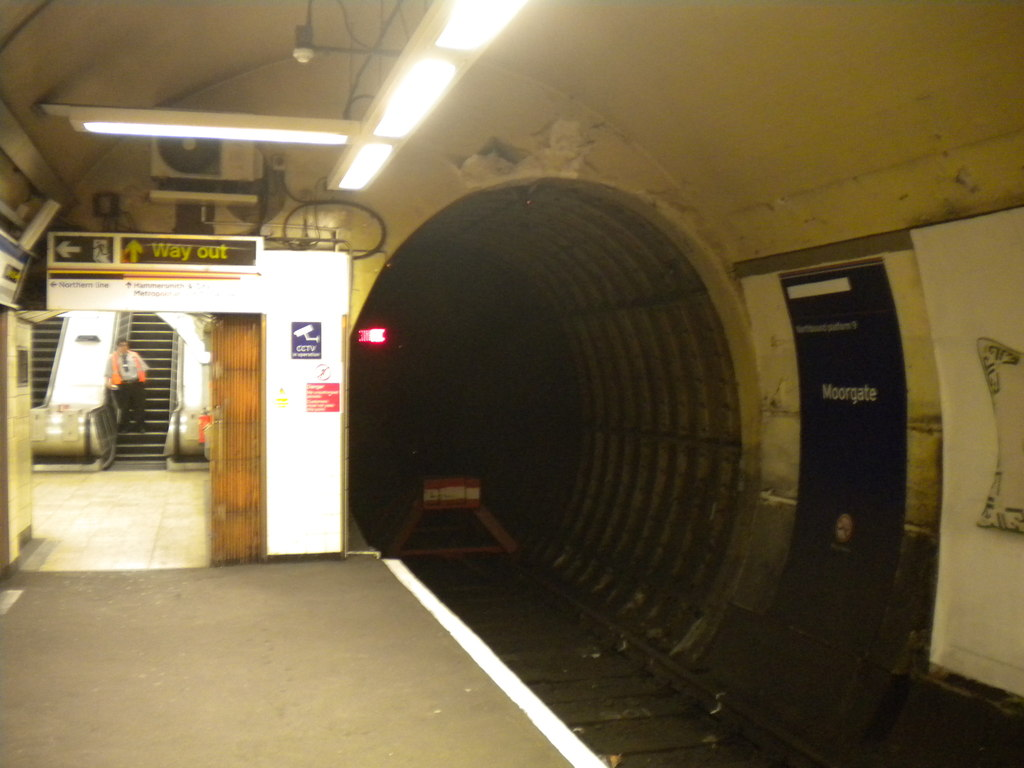
Para-choque de via da estação que foi substituído após o acidente.

Em 1975, a estação foi palco de uma terrível colisão onde 43 pessoas morreram e 72 ficaram feridas, foi considerado o pior acidente da história do Metropolitano de Londres.